# William Ames (Quaker)
Pour les articles homonymes, voir William Ames (homonymie) et Ames (homonymie).
William Ames était un prédicateur itinérant et écrivain quaker anglais de la première heure. Il rejoignit les Quakers en 1655 à Dublin, après avoir été ministre baptiste dans le Somerset, puis officier dans l'armée parlementaire. Il s'installa à Amsterdam en 1657, où il est bien accueilli parmi les Baptistes et fait la rencontre de Spinoza. Ames prêcha avec zèle aux Collégiants, et bien qu'ils fussent initialement en accord, ils finirent par se brouiller.  Il voyagea en Allemagne et fut favorablement accueilli par Charles Ier Louis, électeur palatin. Ames retourna en Angleterre en 1662, fut envoyé à la prison de Bridewell pour avoir assisté à une réunion quaker, et mourut avant la fin de l'année.

## Rencontre avec Spinoza
Dans une lettre du 17 avril 1657, envoyée d'Utrecht, de la part de William Ames et adressée à Margarett Fell, la « mère du Quakerisme » et plus tard épouse de George Fox, il expose ceci :
Il y a un Juif à Amsterdam qui a été rejeté par les Juifs (comme lui-même et d'autres le disent) parce qu'il ne reconnaît aucun autre enseignant que la lumière, et il m'a fait venir, et je lui ai parlé. Il était assez réceptif et accepte tout ce qui est dit ; et il a dit que lire Moïse et les prophètes extérieurement ne signifiait rien pour lui, sauf s'il venait à les connaître intérieurement. Et il semble donc qu'il accepte le nom du Christ. J'ai ordonné qu'un exemplaire néerlandais de ton livre lui soit donné, et il m'a fait savoir qu'il viendrait à notre réunion, mais entre-temps j'ai été emprisonné.
Le juif en question ne semble être autre que Spinoza lui même, qui a également des liens étroits avec les Collégiants et a subi le herem quelques mois plus tôt. Du fait de cette relation, la plupart des historiens s'accordent à croire que Spinoza a été l'auteur de la traduction en hébreux de A Loving Salutation, un texte de Margarett Fell, qui sera accompagné par deux pages de Samuel Fischer et qui constituent un appel à la conversion à l'égard des juifs publié en mai 1658. 

## Débat au sein des Collégiants
William Ames a été l'auteur d'un livre intitulé The mysteries of the kingdom of god, qui, ayant été attaqué par d'autres professeurs, sera défendu par Lucerna super Candelabrum (La lumière sur le chandelier); attribué parfois à Adam Boreel, et d'autres fois à Peter Balling qui publie une traduction néerlandaise en 1662. Le texte est republié en 1663 en anglais. La version originale en latin fait partie des Scripta Posthuma d'Adam Boreel, membre éminent des collégiants, lesquels seront souvent appelés Boreelistes.
Dans ces ouvrages est défendue la doctrine de la lumière intérieure.